# Louis-Émile Vanderburch
Pour les articles homonymes, voir Vanderburch.
Louis-Émile Vanderburch, ou Vander-Burch, dit Émile Vander, né le 30 septembre 1794 à Paris et mort le 28 mars 1862 à Rueil, est un écrivain, vaudevilliste et dramaturge français.

## Biographie

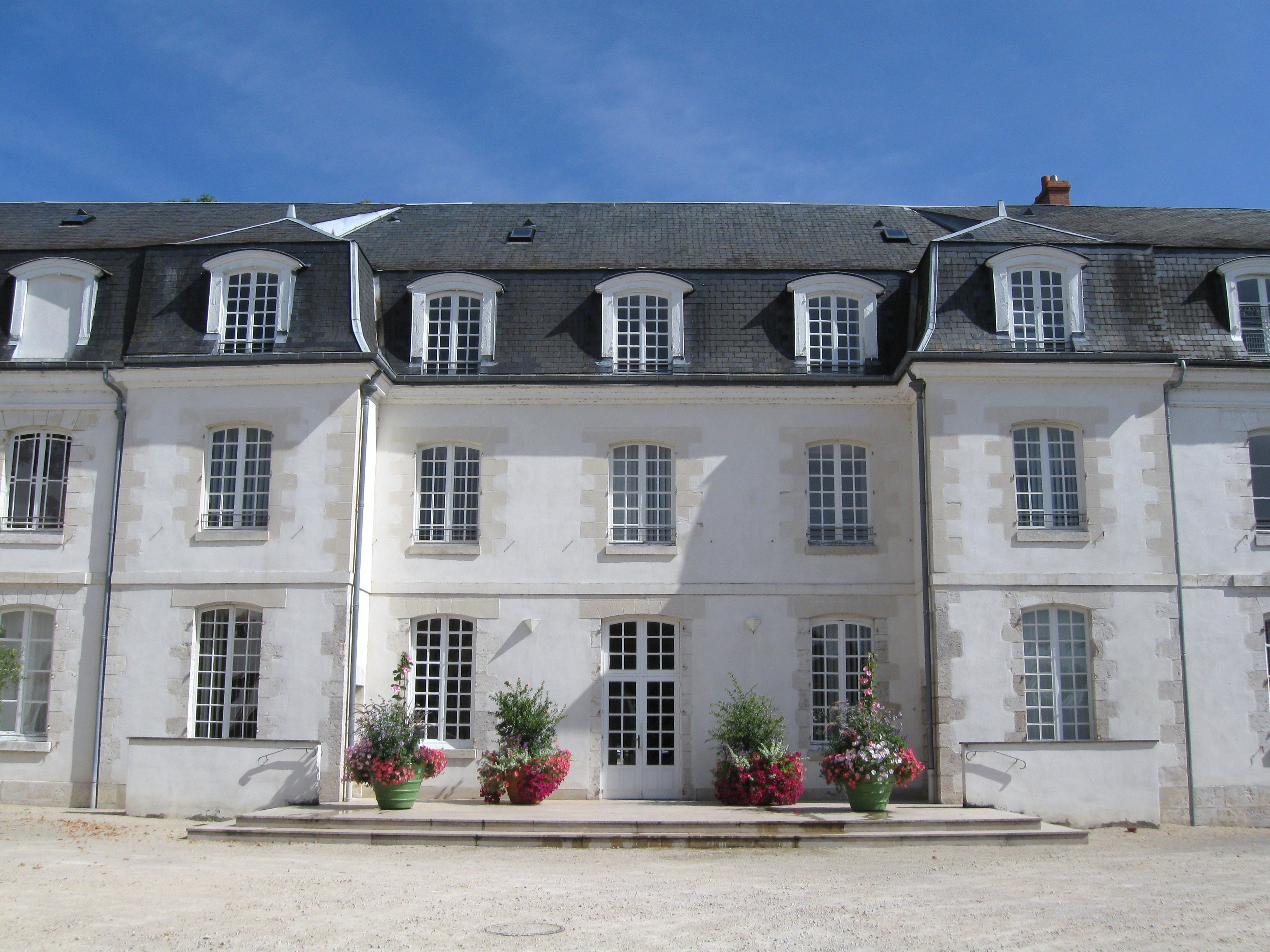
Hôtel de ville de La Chapelle-Saint-Mesmin

### Les premières années
Issu d'une vieille famille de la noblesse flamande, Louis-Émile Vanderburch, cousin de la famille Didot, célèbre famille d'imprimeurs, est le petit-fils du peintre Dominique Joseph Vanderburch (1722-1785). Son père, Edouard Vanderburch, ami de Anne-Louis Girodet, de Claude Joseph Vernet et Carle Vernet, peintre attaché à la maison de Bourbon, épouse Louise Marie-Joseph Christine Bisch, professeure de harpe, fille de Jean Bisch, musicien et auteur d'ouvrages de pédagogie musicale. De cette union, naissent trois enfants: Hippolyte, Flore et Louis-Emile. La naissance de ce dernier a lieu au Palais du Louvre à Paris, lieu de résidence des Bourbon. Enfant précoce, tandis que son père tombe gravement malade, il entreprend ses études à l'Institution Ruinet, rue de la Harpe. Durant sa scolarité, il côtoie Germain et Casimir Delavigne, respectivement futurs dramaturge et poète. Le décès prématuré de son père en 1804 contraint sa famille à quitter le palais du Louvre et Louis-Emile à abandonner ses études. En 1805, il se présente à un concours général organisé à l'Hôtel de ville de Paris et présidé par Jean-Antoine Chaptal, ministre du gouvernement, et obtient une bourse entière pour lui permettre de poursuivre ses études au lycée à Orléans, établissement rouvert depuis l'année précédente. Il côtoie, parmi ses camarades de classes : Éloy Ernest Forestier de Boinvilliers, Abel Aubert du Petit-Thouars et Laurent Cotelle.
En 1813, il quitte le lycée et s'en retourne vivre chez sa mère à Paris. Il y occupe diverses activités professionnelles alimentaires tout en se mettant à écrire. Il est appelé sous les drapeaux le 28 octobre 1813 et s'engage dans l'armée de Vendée. Il est démobilisé à l'issue des Cent-Jours. Peu après, il est chargé par le Duc Decazes d'organiser les écoles normales d'instituteurs de Bourges et de Nevers.
Sa première oeuvre Un brelan de gascons, jouée le 27 avril 1816 à Paris, connait un certain succès.
En 1817, il épouse mademoiselle Marie-Emilie Biètre-Gervais (née en 1795), et s'installe à Paris où il dispense des leçons d'histoire et de français. Après le décès de son épouse à La Chapelle Saint-Mesmin en 1841, il se remariera en 1860 avec Thérèse Gaessler (1819-1885), comédienne connue plus tard sous le nom de Mme Vanderburch.
En octobre 1818, il est nommé directeur de l'école de l'enseignement mutuel de Bourges où il office au moins jusqu'en août 1819.

### Ses premiers succès
Vanderburch dirige ensuite une compagnie de théâtre de marionnettes tout en continuant de se consacrer à la littérature et plus particulièrement au théâtre. Jusqu'à sa mort, il écrit plus d'une centaine de pièces, dont plusieurs obtiennent un énorme succès. Il tentera de s'affirmer en début de carrière, avec quelques drames mais qui resteront sans lendemain. Il se cantonnera en définitive au vaudeville et à la comédie, avec quelques incursions dans la féérie ou l'opéra-comique, genres dans lesquels sa verve semble intarissable. Ses principaux collaborateurs pour l'écriture ont pour noms: Jean-François Bayard, Pierre-Jean de Béranger, Nicolas Brazier, Léon-Lévy Brunswick, Clairville, Marc-Antoine-Madeleine Désaugiers, Théophile Marion Dumersan, Charles Dupeuty, Mélesville, Auguste Pittaud de Forges, Victorien Sardou, Paul Siraudin, Eugène Scribe, Emmanuel Théaulon, Henri Vernoy de Saint-Georges, Ferdinand de Villeneuve...
Sous Louis-Philippe, il est membre de la Garde nationale en tant que simple chasseur.
C'est sur une idée de l'acteur Hugues Bouffé, en 1835, année où sa verve se situe au creux d'une vague, qu'il co-écrit à Orléans, avec Jean-François Bayard, Le gamin de Paris qui sera son plus grand succès théâtral parisien et qui lui vaudra une reconnaissance internationale. En 1836, grâce aux recettes exceptionnelles engrangées par les représentations de cette pièce, divisées à parts égales avec Bayard, il fait l'acquisition du petit-château de La Chapelle Saint-Mesmin (Loiret), qui héberge l'actuelle mairie de cette commune de 10 000 habitants, où il résidera jusqu'en 1853 et écrira la plupart de ses oeuvres,.
Escrimeur de talent, il lui arrive, lorsqu'il se trouve à Orléans, de croiser le fer avec le romancier Pierre Alexis de Ponson du Terrail, l'homme politique Louis Marie de Lahaye de Cormenin et Edmond Pagnerre, le rédacteur en chef du Journal du Loiret.

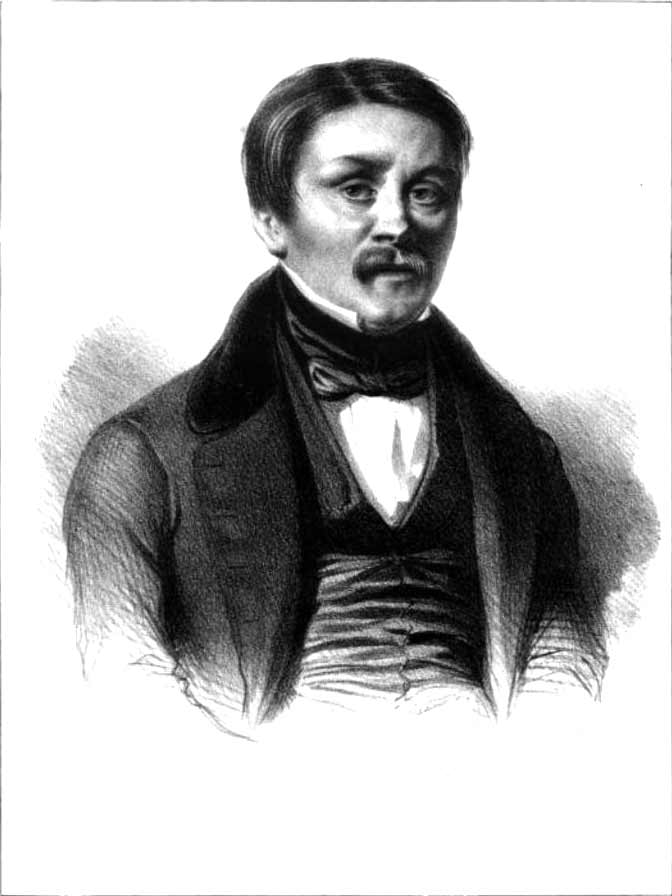
Hippolyte Monpou, dessin d'un auteur anonyme

En août 1841, Vanderburch invite à La Chapelle son ami le compositeur Hippolyte Monpou afin que celui-ci retrouve des forces en allant vivre à la campagne; mais il est trop tard; quand il arrive au Petit-Château (La Chapelle-Saint-Mesmin), son état devient si grave, qu'on doit en toute hâte le ramener à Orléans, pour réclamer les secours de l'art. Mais c'est en vain; quelques jours après, le 10 août 1841, Monpou meurt à l'âge de 37 ans.
En 1845, il fait l'objet d'un article du Journal du Loiret, pour avoir fait oeuvre de charité.
En 1847, Vanderburch est fait chevalier de la Légion d'honneur, grâce au soutien de son ami le maréchal Thomas Robert Bugeaud.
En août 1849, la célèbre comédienne Virginie Déjazet, comme d'autres artistes avant elle : Léontine Fay et Elisa Adam-Boisgontier, viendra passer plusieurs jours de repos dans la résidence chapelloise de Vanderburch.
La même année, il sollicite l'appui du cardinal archevêque de Cambrai pour obtenir un poste de bibliothécaire auprès d'Alfred de Falloux, ministre du gouvernement français.
Pendant l'été 1852, Vanderburch invite l'acteur Hugues Bouffé à venir passer quelques jours se reposer dans sa demeure chapelloise. Au cours de cette période, la troupe d'artistes du théâtre d'Orléans, se déplaça à La Chapelle pour venir y répéter la pièce Michel Perrin avec Bouffé avant d'aller se produire pour trois soirées à Orléans.

### Les dernières années

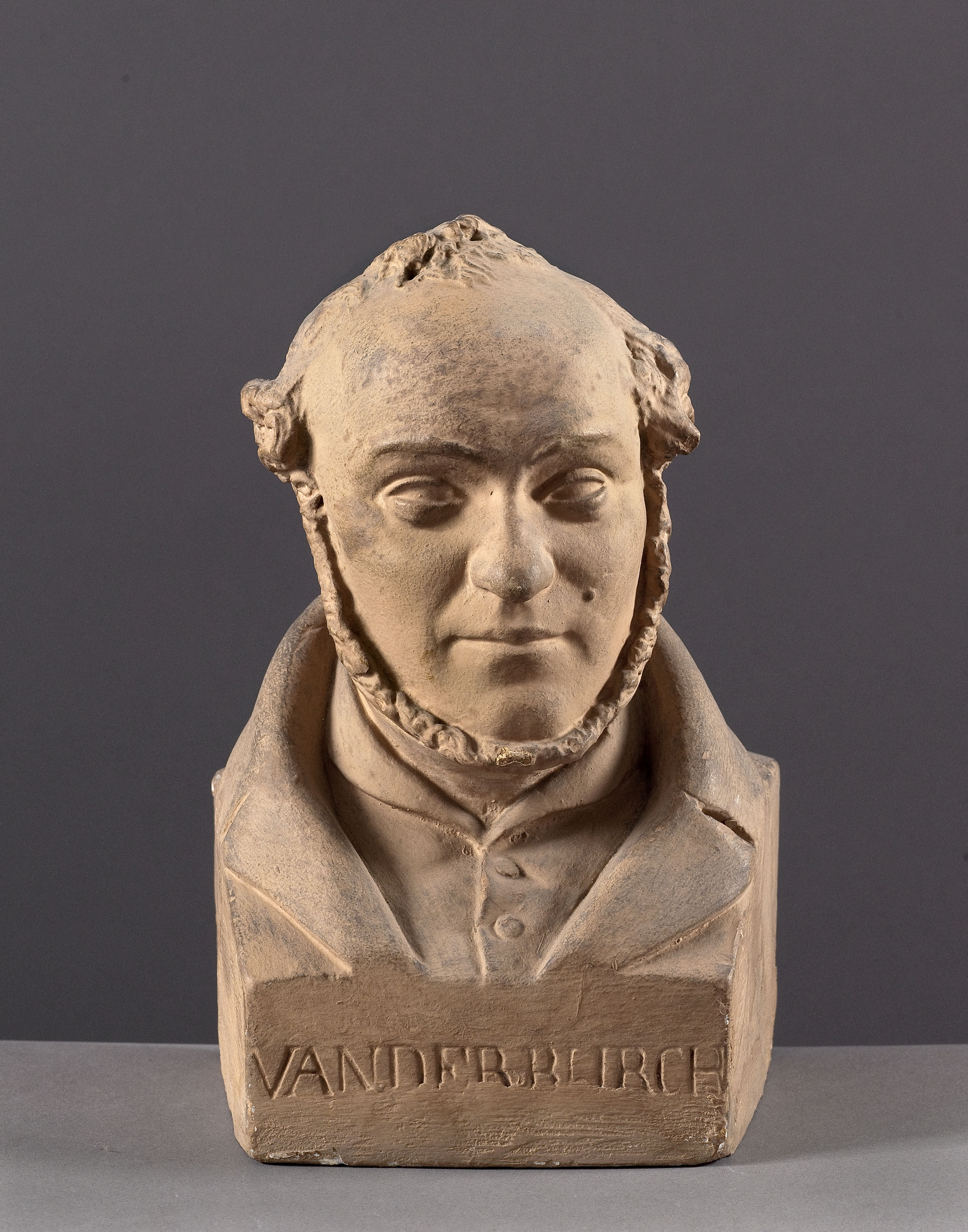
Émile Vanderburch à 41 ans, buste de Jean-Pierre Dantan, musée Carnavalet, Paris

En 1853, il déménage à Rueil-Malmaison (à l'époque Rueil dans l'ancien département de Seine-et-Oise) et signera certains de ses écrits : Émile Vander-Burch, le paysan de Seine-et-Oise.
En août 1854, à l'occasion d'une critique théâtrale rédigée par Jules Janin à la suite de la représentation au théâtre de La Gaité du mélodrame Le sanglier des Ardennes, parue dans le Journal des débats politiques et littéraires, on apprend que le célèbre vaudevilliste est d'origine noble. Cette assertion sera reprise quelques semaines plus tard dans le Journal du Loiret, puis contredite par Vanderburch lui-même dans un article du Journal du Loiret du 5 septembre 1854. Il n'est pas baron, il est comte.
À partir du 15 juillet 1856, par arrêté impérial, il bénéficie d'une rente annuelle de 1 000 francs, pension qu'il touchera jusqu'à son décès.
Le 30 octobre 1860, il se marie officiellement avec Thérèse Gaessler à Rueil, comédienne plus connue sous le nom de Mme Vanderburch, mariage au cours duquel Émile reconnaît légitimement sa fille Marie-Rosalie.
La même année, au théâtre du Gymnase, il vient assister à l'un des premiers succès théâtraux de son jeune protégé Victorien Sardou : Les pattes de mouche avec lequel il avait coécrit l'année précédente, grâce à l'intervention de Virginie Déjazet, la pièce Les premières armes de Figaro.

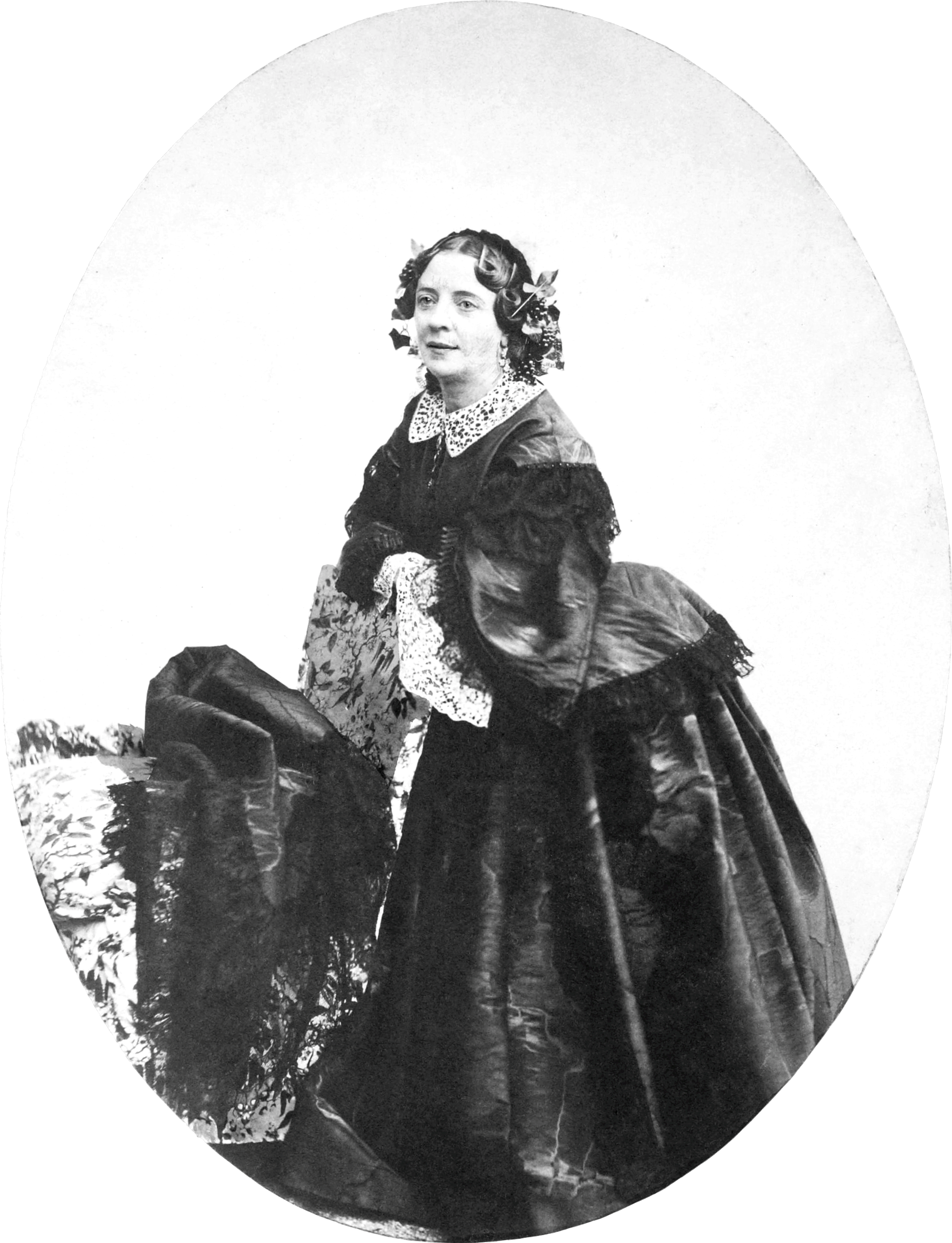
Virginie Déjazet en 1854, photographe anonyme

En 1861, sa pièce Les trois gamins est représentée au château des Tuileries, par la troupe de Virginie Déjazet, devant Napoléon III. Victorien Sardou ne fera pas preuve d'une grande reconnaissance envers son ancien mentor, cette année-là, la jugeant exécrable.
La Bibliothèque nationale de France répertorie un total de 160 œuvres théâtrales, lyriques mais également littéraires et documentaires. Parmi ce fonds, on trouve également trois pages de brouillon intitulées « Pour les mémoires d'un homme de plume » résumant les époques principales de sa vie qu'il avait certainement destinées à nourrir une possible autobiographie.
Également, il édita deux ouvrages en collaboration avec François-Adolphe Loève-Veimars et Auguste Romieu sous le pseudonyme collectif de Madame la Vicomtesse de Chamilly.
Il décède le 28 mars 1862 à son domicile au 124, rue de Paris, à Rueil-Malmaison. 
Il était père de trois enfants : Charles et Emma, issus de son premier mariage avec Marie-Émilie Biètre, et Marie-Rosalie Vanderburch-Gaessler (née en 1843), issue de son union avec Thèrèse Gaessler. Marie-Rosalie épousera l'acteur Henri Couder (1833-1867) en 1863.
Son fils Charles lui rend hommage dès 1863 dans un petit opuscule intitulé Biographie d'un homme de lettres.
L'acteur Hugues Bouffé le considérait comme « un vrai puits de science ».
Il fut proche de nombreux artistes et d'intellectuels de son époque: Léontine Fay, François Arago, Louis Comte, Virginie Dejazet, Victor Hugo, Victorien Sardou, Eugène Scribe, Théophile Gautier, Pierre-Jean David d'Angers, Horace Vernet, Jean-Auguste-Dominique Ingres, Hippolyte Monpou...

## Œuvres

### Théâtre
- 1816 : Un brelan de gascons, ou C'est un des trois, comédie en un acte et en vers, au théâtre de l'Ambigu (27 avril)
- 1822 : La Fermière, ou Mauvaise tête et bon cœur, tableau villageois en un acte mêlé de couplets, par Nicolas Brazier, Paris, théâtre de la Gaîté (18 mai 1822)
- 1822 : La Vanité punie, drame en un acte de Arnaud Berquin, mis en vaudeville par M. Émile Vander Burch, Paris, théâtre Comte (19 octobre 1822)
- 1822 : Le Procès, ou Racine conciliateur, comédie-proverbe en un acte et en prose, Paris, théâtre Comte (28 octobre 1822)
- 1822 : Isabelle et Gertrude, pièce de Charles-Simon Favart, avec des changemens (sic), par Pierre Carmouche et Frédéric de Courcy, Paris, théâtre de la Gaîté (20 novembre 1822)
- 1823 : La Chaumière béarnaise, ou la Fête du roi, vaudeville anecdotique à l'occasion de la fête de Sa Majesté Louis XVIII, Paris, théâtre Comte (24 août 1823)
- 1823 : Les Fleurs du château, bouquet à l'occasion de la St. Louis, par Emmanuel Théaulon et Pierre Carmouche, Paris, Théâtre de l'Opéra-Comique (25 août 1823)
- 1823 : L'Arc de triomphe, tableau-vaudeville par Pierre Carmouche, Paris, théâtre de la Gaîté (16 décembre 1823)
- 1823 : Spectacle gratis, tableau-vaudeville en un acte à l'occasion de la Saint-Louis, par Pierre Carmouche et Frédéric de Courcy, Paris, théâtre de la Gaîté (24 août 1823)
- 1824 : Le Chat botté, ou Ali-Dada, marquis de Carabas, folie-féerie en un acte et en six tableaux, mêlée de couplets, à grand spectacle, Paris, théâtre Comte, 296 représentations[47] (8 juin 1824).
- 1825 : Le Marchand de parapluies, ou la Noce à la guinguette, comédie grivoise en 1 acte, mêlée de couplets, avec Marc-Antoine-Madeleine Désaugiers et W. Lafontaine, au théâtre des Variétés (5 décembre)
- 1826 : Le Baron allemand, ou le Blocus de la salle à manger, comédie-vaudeville en un acte, avec Gabriel de Lurieu et Armand, au théâtre des Variétés (10 octobre)
- 1826 : La Salle de police, tableau militaire en  1 acte mêlé de vaudevilles, avec Pierre Carmouche, théâtre de la Gaîté (4 novembre)
- 1827 : Les Compagnons du devoir, ou le Tour de France, tableau-vaudeville en un acte, par W. Lafontaine et Étienne Crétu, Paris, théâtre des Variétés (30 avril 1827)
- 1827 : Le Barbier de Paris, drame en trois actes imité du roman de M. Paul de Kock, au théâtre de l'Ambigu (16 mai)
- 1827 : La Laitière de Montfermeil, vaudeville en cinq années, imité du roman de M. Paul de Kock, avec Nicolas Brazier, René Perin et Michel-Nicolas Balisson de Rougemont, Paris, théâtre du Vaudeville (26 août 1827)
- 1827 : 1750 et 1827, vaudeville en deux tableaux, précédé d'un prologue, par Antoine Simonnin et Henri Vernoy de Saint-Georges, Paris, théâtre du Vaudeville (13 septembre 1827)[48]
- 1827 : Jean de Calais, comédie en deux actes mêlée de couplets, par Gabriel de Lurieu et Étienne Crétu, Paris, théâtre des Variétés (28 novembre 1827)
- 1828 : L'Oncle en tutelle, comédie-vaudeville en un acte, par Étienne Crétu, Paris, théâtre des Variétés (17 mai 1828)
- 1828 : Henri IV en famille, avec Ferdinand de Villeneuve et Auguste Pittaud de Forges, tableau-anecdote en un acte et en prose, mêlé de couplets, donnée au théâtre Comte (27 juin)
- 1829 : La Maison du faubourg, comédie-vaudeville en deux actes, par Ferdinand de Villeneuve rt Antoine Simonnin, Paris, théâtre du Vaudeville (22 janvier 1829)
- 1829 : Mathieu Laensberg, comédie-vaudeville en deux actes, par Ferdinand de Villeneuve et Auguste Anicet-Bourgeois, Paris, Théâtre du Vaudeville (26 avril 1829)
- 1829 : Le Doge et le dernier jour d'un condamné ou Le canon d'alarme, vaudeville en trois tableaux, Paris, Théâtre des Nouveautés (20 mai 1829)
- 1829 : La Grisette mariée, comédie-vaudeville en deux actes, par Armand d'Artois et Charles-François-Jean-Baptiste Moreau de Commagny, Paris, théâtre des Variétés (1er juin 1829)
- 1829 : La Jeunesse de Marie Stuart, drame en deux parties, mêlé de chant, par Ferdinand de Villeneuve, Paris, Théâtre de Madame (27 juin 1829)
- 1829 : La Paysanne de Livonie, comédie historique en deux actes, mêlée de chants, par Saintine et Théodore de Villeneuve, Paris, théâtre des Nouveautés (6 décembre 1829)
- 1830 : Le Marchand de la rue Saint-Denis, ou le Magasin, la mairie et la cour d'assises, comédie-vaudeville en trois actes, par Nicolas Brazier et Ferdinand de Villeneuve, Paris, théâtre des Nouveautés (21 août 1830)
- 1830 : La Pendule, comédie-vaudeville en un acte, imitée des Contes de François Guillaume Ducray-Duminil, Paris, théâtre Comte (3 décembre 1830)
- 1831 : Cotillon III, ou Louis XV chez Mme Dubarry, comédie-vaudeville en un acte, avec Auguste Anicet-Bourgeois, Paris, Théâtre de l'Ambigu-Comique (27 février 1831)
- 1831 : Les Chansons de Béranger ou le Tailleur et la fée conte fantastique mêlé de couplets, avec Ferdinand Langlé, Paris, théâtre du Palais-Royal, (3 août 1831)
- 1831 : Louis XV chez madame Dubarry, comédie-vaudeville en un acte, (co-auteur Anicet Bourgeois), Paris, ed. Malaisie, lire en ligne sur Gallica, théâtre du Palais-Royal (4 octobre)
- 1831 : Le Baron d'Hildburghausen, ou le Bal diplomatique, folie-vaudeville en deux actes, par Mélesville et Nicolas Brazier, Paris, théâtre du Vaudeville (8 novembre 1831)
- 1831 : L'as de trèfle, spectacle avec Anicet-Bourgeois et Théodore Villeneuve, Paris, Théâtre des Nouveautés (10 novembre 1831)
- 1831 : La Reine de six ans, comédie historique en un acte, mêlée de couplets, Paris, théâtre Comte (28 décembre 1831)
- 1832 : L'Enfant de la nature, roman de moeurs en trois actes et cinq chapitres, imité de M. Paul de Kock, par Lubize, Paris, théâtre des Folies-Dramatiques (27 février 1832)
- 1832 : Louis-Bronze et le Saint-Simonien, parodie de "Louis XI" de Casimir Delavigne, en trois actes et en vers burlesques, par Ferdinand Langlé, Paris, théâtre du Palais-Royal (27 février 1832)
- 1832 : Le Serrurier, comédie en un acte, mêlée de vaudevilles, par Jean-François Bayard et Alexis Decomberousse, Paris, Gymnase dramatique (2 avril 1832)
- 1832 : Le bandeau, comédie-vaudeville en un acte, avec Jean-Nicolas Bouilly, Paris, Gymnase dramatique (21 mai 1832)
- 1832 : Le Petit souper, ou Louis XV et le Régent, vaudeville en un acte, par Anicet-Bourgeois, Paris, théâtre de la Porte Saint-Martin (24 juin 1832)
- 1832 : La Moustache de Jean Bart, vaudeville-anecdote en un acte, par Félix-Auguste Duvert, Desvergers, Paris, théâtre du Palais-Royal (15 août 1832)
- 1833 : Le Cadet de famille, vaudeville en un acte, avec Léon-Lévy Brunswick et Antonin d'Avrecourt, Paris, Théâtre du Palais-Royal (23 février 1833)
- 1833 : Camarade de lit, comédie en deux actes mêlée de couplets, avec Ferdinand Langlé, au théâtre du Palais-Royal (10 mai)
- 1833 : Le roman nouveau, comédie-vaudeville en un acte, Paris, Théâtre du Vaudeville (9 août 1833)
- 1833 : Les baigneuses, ou La nouvelle Suzanne, comédie-vaudeville en un acte, avec Adolphe de Leuven et Auguste Pittaud de Forges, Paris, théâtre du Palais-Royal (27 août 1833)
- 1834 : Le Procès du cancan ou la Chasse aux pierrots, folie de carnaval en un acte, mêlée de couplets, par Ferdinand Langlé, Paris, théâtre de l'Ambigu-Comique, (2 février 1834)
- 1834 : Le Remplaçant, tableau militaire imité de Charlet en un acte, mêlé de couplets, Paris, théâtre du Palais-Royal (21 février 1834)
- 1834 : Les Charmettes ou Une page des Confessions, comédie mêlée de couplets, par Jean-François Bayard et Auguste Pittaud de Forges, Paris, théâtre du Palais-Royal (5 avril 1834)
- 1834 : Le Fils adoptif, vaudeville en un acte, avec Michel-Nicolas Balisson de Rougemont, Nicolas Brazier, Paris, Théâtre du Palais-Royal (10 mai 1834)
- 1834 : Un premier amour, comédie-vaudeville en trois actes, avec Jean-François Bayard, Paris, théâtre du Vaudeville (14 mai 1834)
- 1834 : La Loterie à la mode, intermède-vaudeville, avec Léon-Lévy Brunswick, Paris, théâtre des Variétés (24 mai 1834)
- 1834 : La Nappe et le torchon, drame-vaudeville en trois actes, avec Jules-Édouard Alboize de Pujol et Ferdinand Langlé Paris, théâtre de la Porte Saint-Martin (26 juin 1834)
- 1835 : Allez vous coucher !, folie-vaudeville en un acte, avec Gabriel de Lurieu, au théâtre de la Porte-Saint-Martin (1er mars)
- 1835 : Jacques II, drame historique en quatre actes et en prose, au Théâtre-Français (13 juillet)[49],[50],[51]
- 1835 : Les Deux Créoles, comédie-vaudeville en deux actes, avec Jean-François Bayard, au théâtre du Gymnase (9 septembre)
- 1835 : Un Coup de canne, vaudeville en trois actes, avec Charles Mourier, dit Valory, Théâtre des Folies-Dramatiques (6 décembre 1835)

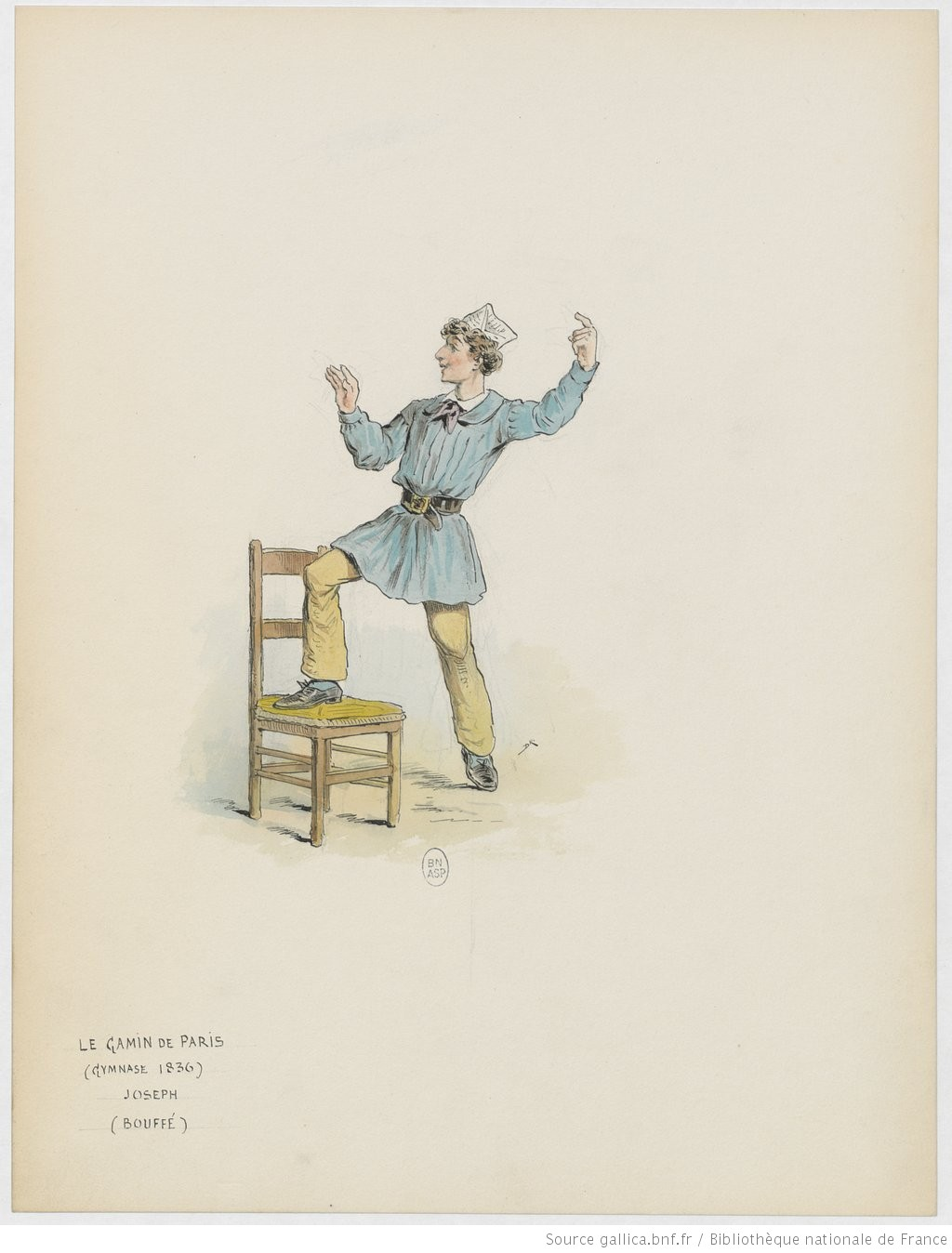
L'acteur Bouffé dans le rôle de Joseph, Le gamin de Paris - dessin de Draner

- 1836 : Le Gamin de Paris, comédie-vaudeville en deux actes, de Jean-François Bayard avec Hugues Bouffé, au théâtre du Gymnase (30 janvier)[52].
- 1836 : L'ennemi intime, comédie-vaudeville en deux actes, avec Léon-Lévy Brunswick et Mathieu-Barthélémy Thouin, Paris, Théâtre de l'Ambigu-Comique (22 février 1836)
- 1836 : Attendre et courir, comédie-vaudeville en un acte, avec Léonce (1805-1862) et Petit, Paris, Théâtre Saint-Antoine et Théâtre des Folies-Dramatiques (juin 1836)
- 1836 : Amaglia ou la Fille du diable, drame fantastique en cinq actes, mêlé de chant, avec Jules Seveste, Paris, Théâtre de Montmartre (25 octobre 1836)
- 1836 : La maison du bon Dieu, comédie-vaudeville en un acte, avec Pierre Tournemine (1796-1846), Paris, théâtre de la Porte Saint-Antoine (17 novembre 1836)
- 1837 : Les Camarades du ministre, comédie en un acte et en vers, au Théâtre de M. de Castellane[53]
- 1837 : Le Marchand de chansons, vaudeville en un acte, avec Antoine Simonnin, Paris, Théâtre de l'Ambigu-Comique (6 mai 1837)
- 1837 : Les Hommes de quinze ans, comédie-vaudeville en deux actes, avec Antoine Simonnin, Paris, théâtre Comte (4 juin 1837)
- 1837 : Rossignol, comédie en un acte, mêlée de couplets, Paris, Théâtre du Gymnase dramatique (1er octobre 1837)
- 1837 : Deux vieux garçons, vaudeville en un acte, avec Julien de Mallian, Paris, Théâtre du Vaudeville, (16 octobre 1837)
- 1838 : Le Saute-ruisseau, tableau d'étude en un acte, mêlé de couplets, avec Charles Henry Edmond Desnoyers (1814-1880)
- 1838 : Un mensonge, comédie dramatique en trois actes, avec Léonce (1805-1862), Paris, théâtre Saint-Antoine (17 avril 1838)
- 1838 : L'avoué et le normand, ou Fin contre fin, comédie-vaudeville en un acte, 1838
- 1838 : La (marchande de marée ou la) dame de la halle, avec Charles Dupeuty, Paris, Théâtre des Variétés (9 janvier 1838)
- 1838 : La Suisse à Trianon, comédie en un acte mêlée de chants, avec Saint-Georges et Adolphe de Leuven, musique d'Albert Grisar, au théâtre des Variétés (9 mars)
- 1838 : Clermont, ou Une femme d'artiste, comédie-vaudeville en deux actes, avec Eugène Scribe, au théâtre du Gymnase (30 mars)
- 1838 : Quatre vingt dix neuf moutons et un Champenois, tableau en un acte, mêlé de couplets, Paris, Théâtre du Gymnase dramatique, (25 février 1838)
- 1838 : Peau d'âne, féérie en 9 tableaux avec Laurencin, Paris, Théâtre de la Porte-Saint-Martin, (10 août)
- 1839 : L'élève du Saumur, vaudeville en un acte, Paris, Gymnase dramatique (8 août 1839)
- 1839 : Les Camarades du ministre, comédie en un acte et en vers, au Théâtre de la Renaissance (16 mars)
- 1839 : Balochard, ou Samedi, dimanche et lundi, vaudeville en trois actes, avec Charles Dupeuty, Paris, théâtre du Palais-Royal (29 avril 1839)
- 1839 : Mlle Desgarcins, ou la Troisième représentation d'Othello, comédie-vaudeville en un acte, par Marie Aycard, Paris, théâtre du Vaudeville (13 juillet 1839)
- 1839 : Fragoletta, comédie-vaudeville en deux actes, avec Jean-François Bayard, Paris, théâtre des Variétés (11 novembre 1839)
- 1840 : Japhet ou la Recherche d’un Père, comédie en deux actes et en prose, avec Eugène Scribe, Théâtre français, 1840
- 1840 : La Dame du second, comédie-vaudeville en un acte, avec Amédée de Beauplan, 1840
- 1840 : Les Paveurs, vaudeville en deux actes, avec Mélesville, Paris, théâtre des Variétés (2 juin 1840)
- 1840 : La Grisette romantique, vaudeville en un acte, de Pierre Carmouche, Théâtre des Folies-Dramatiques, (17 juin 1840)
- 1840 : Charlot, comédie en trois actes, avec Lockroy et Anicet Bourgeois, au théâtre des Variétés (6 décembre)
- 1841 : Les Bombé, folie-vaudeville en un acte, avec Jean-François Bayard, au théâtre des Variétés (19 février)
- 1842 : Marie Michou, comédie-vaudeville en deux actes, avec Adolphe de Leuven, Paris, 1842
- 1842 : Charlot comédie en trois actes, Paris, 1842, avec Auguste Anicet-Bourgeois et Lockroy
- 1842 : Les Fables de La Fontaine, vaudeville en trois actes et cinq tableaux, avec prologue et épilogue, Ferdinand Langlé et Auguste Pittaud de Forges, Paris, Théâtre des Variétés, (29 juin 1842)
- 1842 : Les Noceurs, ou Travail et goguette, drame en trois actes, mêlé de chants, avec Théophile Marion Dumersan, Paris, théâtre de la Gaîté, (24 août 1842)
- 1843 : Le Mariage du gamin de Paris, comédie-vaudeville en un acte, avec Laurencin, au Folies-Dramatiques (16 novembre)
- 1845 : La Mère Taupin, ou les Trois boutiques, vaudeville en trois actes, par Laurencin, Paris, Folies-Dramatiques, (9 avril 1845[54])
- 1845 : Sylvandire, roman d'Alexandre Dumas mis en quatre chapitres par Adolphe de Leuven[55], Paris, théâtre du Palais-Royal, (7 juin 1845)
- 1846 : Marie Michon, comédie-vaudeville en deux actes, tirée de la seconde partie des Trois Mousquetaires d'Alexandre Dumas, par Adolphe de Leuven, Paris, théâtre du Palais-Royal, (11 mars 1846)
- 1846 : Une nuit au Louvre, drame en trois actes et en prose, au Théâtre-Français (11 mai)
- 1846 : Les Tartelettes à la reine, comédie-vaudeville en un acte, avec Auguste Pittaud de Forges, Paris, théâtre du Palais-Royal, (19 août 1846)
- 1847 : Les Trois portiers, comédie-vaudeville en deux actes, avec Charles Dupeuty, Paris, théâtre des Variétés, (5 juin 1847)
- 1847 : Le Premier malade, comédie en un acte en prose, mêlée de couplets, par Marie Aycard, Paris, théâtre du Vaudeville, 10 octobre 1847
- 1847 : Le Braconnier, opéra-comique en un acte, avec Adolphe de Leuven, musique de Gustave Héquet[56], au théâtre de l'Opéra-Comique (27 octobre)
- 1847 : La Veuve Pinchon, comédie-vaudeville en un acte, avec Laurencin, Paris, théâtre du Gymnase, (16 décembre 1847)
- 1848 : Les chansons de Bérenger, vaudeville, au Théâtre d'Orléans (11 juin 1848[57])
- 1849 : Un oiseau de passage, comédie-vaudeville en un acte, avec Jean-François Bayard, théâtre Montansier, (4 août 1849)
- 1850 : L'oiseau de passage, vaudeville, au Théâtre d'Orléans (6 juin 1850[58],[59])
- 1850 : La Vie de café, pièce en trois actes, mêlée de chants, avec Charles Dupeuty, Paris, théâtre des Variétés, 13 juillet 1850
- 1851 : Une maîtresse-femme, ou Filer le parfait amour, comédie en un acte, mêlée de couplets, imitée du vieux conte de Antoine Bauderon de Sénecé, Pierre Carmouche, Paris, théâtre des Variétés, (2 juin 1851)
- 1851 : Le Roi de Rome et La vie de café, vaudeville en trois actes, au Théâtre d'Orléans (8 juin 1851[60])
- 1851 : L'oiseau de passage, vaudeville, au Théâtre d'Orléans (14 juillet 1851[61])
- 1853 : Les trois gamins, comédie-vaudeville en trois actes, musique d'Eugène Déjazet, avec Virginie Déjazet au théâtre des variétés (23 novembre 1853[62])
- 1854 : Le Sanglier des Ardennes, ou le Spectre du château, mélodrame nouveau en cinq actes à grand spectacle, musique de Léon Fossey[63], au théâtre de la Gaîté (29 juillet)
- 1855 : Le Sergent Frédéric, comédie-vaudeville en cinq actes, avec Dumanoir et Virginie Déjazet, au théâtre de la Gaîté (21 juin[64])
- 1857 : Amour et Pruneaux, comédie-vaudeville en un acte, avec Charles Varin, au théâtre du Palais-Royal (11 novembre)
- 1859 : Les premières armes de Figaro, pièce en trois actes, mêlée de chant, avec Victorien Sardou, Paris, théâtre Déjazet
- 1859 : Le grand roi d'Yvetot, pièce fantastique en trois actes et cinq tableaux, avec Guinon, musique de Frédéric Barbier, Paris, théâtre Déjazet[65]
- 1863 : Peau d'âne, avec Laurencin et Clairville (Louis-François Nicolaïe), grande féérie en quatre actes et vingt tableaux, musique de Léon Fossey, au théâtre de la Gaîté (14 août)

### Littérature, musique
- Emile Vanderburch, Épître à la Garde nationale, Paris, Renard, 1816, 15 p.
- Emile Vanderburch, Les trois héritiers ou le revenant proverbe, Paris, Quoy, 1822
- Emile Vanderburch et François-Adolphe Loève-Veimars, Résumé de l'histoire du monde jusqu'à nos jours, Paris, L. Janet, 1824, 300 p.
- Emile Vanderburch, Louis XI et Louis XVIII, Paris, Ponthieu, 1824, 18 p.
- Emile Vanderburch, Épître à Walter Scott, Paris, A.-G. Brunet, 1825, 15 p.
- Emile Vanderburch, Le Petit neveu de Berquin : théâtre d'éducation pour le second âge, Paris, A. Imbert, 1825
- Emile Vanderburch et Auguste Imbert, Voyage autour du Pont-Neuf, et promenade sur le quai aux Fleurs, Paris, A. Imbert, 1825, 192 p.[66]
- Emile Vanderburch, Résumé de l'histoire de la littérature française, Paris, L. Janet, 1825, 441 p.[67]
- Emile Vanderburch, L'Épingle noire : épisode de 1816, Vol.4, Paris, Mame et Delaunay-Vallée, 1829[68]
- Scènes contemporaines laissées par Madame la Vicomtesse de Chamilly, Paris, Urbain Canel, 1828, J. Barbezat, Balzac, 1828, XVIII p. + 334 p.
- Scènes contemporaines et scènes historiques, laissées par Madame la vicomtesse de Chamilly, Paris, J. Barbezat, 1830, 408 p. pseudonyme collectif de Francois Adolphe Loève Veimars, Auguste Romieu et Vanderburch[69]
- Le tailleur et la fée ou les chansons de Béranger, conte fantastique, avec Ferdinand Langlé, 1832
- Souvenirs de France, d'Écosse et d'Angleterre pendant les règnes de François I, Henri II, François II, Marie Stuart et Elisabeth, 1832.
- Les Plébéiennes, chansons populaires et autres, par Pierre-Jean de Béranger, 1833
- Gasparo, opéra en un acte, paroles Deforges et Vanderburch, musique de Rifaut, théâtre de l'opéra-comique, Paris, 1836[70]
- Le roi Margot, Bruxelles, Meline, 1836
- Emile Vanderburch (ill. gravées par Mme Talon d'après les dessins de Bourdet), Le Petit neveu de Berquin, vol. 2 vol. in-12, Paris, Magen et Janet, 1838, 155 p.
- Emile Vanderburch (ill. Karl Loeillot), Le Curé de Salbris ou le Fénelon du village : histoire contemporaine, Paris, Magen et Janet, 1838, 155 p.
- Théâtre de la jeunesse comprenant les pièces représentées sur le Théâtre de M. Comte: 2 vol., 363 et 364 p., Paris, Librairie d'Education de Didier, 1841.
- Les enfants de Paris, moeurs parisiennes... en huit vol., Paris, Ed. W. Coquebert, 1841-1843, dont Zizi, Zozo et Zaza et Le panier à salade, ce dernier couronné par le Prix Montyon de l'Académie française.
- Le Gamin de Paris à Alger, 1841-1843
- L'Ange du réveil ! Paroles d' Emile Vanderburch, musique de Théodore Mozin, 1845.
- Emile Vanderburch, La maison maudite, Paris, date ?
- Emile Vanderburch, L'amoire de fer, Paris, date ?
- Emile Vanderburch, Enclume : ou marteau : Vol 1 et 2, Paris, 1846, 338 p.
- Emile Vanderburch, Klein, sa biographie, Paris, Librairie théâtrale, 1850, 15 p.
- Emile Vanderburch, Histoire militaire des Français : à l'usage des écoles régimentaires et des écoles communales, Paris, J. Dumaine, 1851, 435 p.[71],[72].
- Emile Vanderburch, « Jeanne et Marie : Poème », Le Journal du Loiret,‎ 18 septembre 1851, p. 3 (lire en ligne, consulté le 5 janvier 2023).
- Emile Vander-Burch, Lettres d'un solognot au Président de la République, Orléans, Gatineau et Pesty, 1852.
- Emile Vander-Burch et Ch. Brainne (1825-1864), Le mémorial français : Histoire de l'année, vol.1, 1854, Paris, Firmin Didot, 1855, p. 700[73].
- Emile Vander-Burch et Ch. Brainne, Le mémorial français : Histoire de l'année, vol.2, 1855, Paris, Firmin Didot, 1856 (ISSN 1245-608X)
- Emile Vanderburch, Alfred Esparbié (1820-1876) et Antonio Boni, L'Océan : Oratorio, 1857
- Emile Vander-Burch, À bas le mariage : boutade d'un vieux paysan de la Mouche à Auguste Perrody et à Mlle Adèle Bastide, le jour de leur mariage, Paris, Boisseau et Augros, 7 février 1859, 1 p.

### Discours et causeries
- Emile Vander-Burch, « Discours prononcé à la séance publique de la Société académique des Enfans d'Apollon », Bulletin annuel de la Société académique des Enfans d'Apollon, Paris,‎ 27 mai 1813 (ISSN 2416-6456, lire en ligne, consulté le 8 janvier 2023)
- Emile Vander-Burch, « Causeries à La Chapelle 1) : Transcrit par Ed. Pagnerre », Le Journal du Loiret,‎ 22 juillet 1851, p. 3 (lire en ligne, consulté le 4 janvier 2023)

### Articles, feuilletons
- Emile Vanderburch, « Le roi Margot », La Patrie,‎ 1835 (lire en ligne, consulté le 7 juin 2023)
- Emile Vanderburch, « Feuilleton : Les grands hommes en robe de chambre 1 », L'Aube,‎ 22 mai 1842, p. 1 à 3 (lire en ligne, consulté le 8 juin 2023)
- Emile Vanderburch, « Feuilleton de la presse : Les grands hommes en robe de chambre 2 », La Presse,‎ 24 juillet 1842, p. 1 à 3 (lire en ligne, consulté le 8 juin 2023)
- Emile Vanderburch, « L'Artiste en plein vent », L'Écho des feuilletons, recueil de nouvelles, légendes, anecdotes, épisodes, etc. extraits de la presse contemporaine,‎ 1850, 1857 et 1863
- Emile Vanderburch, « Théâtre d'Orléans : Représentation de la Juive », Le Journal du Loiret,‎ 18 octobre 1851, p. 3 (lire en ligne, consulté le 5 janvier 2023)
- Emile Vander-Burch, « Variétés : Lettre d'un Solognot à son voisin de campagne Louis-Napoléon Bonaparte, propriétaire à La Motte-Beuvron et Président de la République française, 1ère partie », Le Journal du Loiret,‎ 21 août 1852, p. 3 (lire en ligne, consulté le 5 janvier 2023)
- Emile Vander-Burch, « Variétés : Lettre d'un Solognot à son voisin de campagne Louis-Napoléon Bonaparte, propriétaire à La Motte-Beuvron et Président de la République française, 2nde partie », Le Journal du Loiret,‎ 4 septembre 1852, p. 3 (lire en ligne, consulté le 5 janvier 2023)
- Emile Vander-Burch, « Feuilleton : A M. Ed. Pagnerre, rédacteur en chef du Journal du Loiret », Le Journal du Loiret,‎ 5 septembre 1854, p. 1 (lire en ligne, consulté le 4 janvier 2023)
- Emile Vander-Burch, « Chronique locale : Le fils de Bernardin de Saint-Pierre », Le Journal du Loiret,‎ 23 avril 1856, p. 2-3 (lire en ligne, consulté le 5 janvier 2023)
- Emile Vanderburch, « Feuilleton (1) », Le Journal du Loiret,‎ 31 octobre 1856, p. 1 à 3 (lire en ligne, consulté le 5 janvier 2023)
- Emile Vanderburch, « Feuilleton (2) », Le Journal du Loiret,‎ 1er novembre 1856, p. 1 à 2 (lire en ligne, consulté le 5 janvier 2023)
- Emile Vander-Burch, « Chronique locale : La comète de 1858 », Le Journal du Loiret,‎ 8 octobre 1858, p. 2 (lire en ligne, consulté le 5 janvier 2023)

### Œuvres posthumes et manuscrits
- Emile Vanderburch (préf. Barbara T. Cooper), Seliko, ou Le petit nègre, Paris, L'Harmattan, 2018, 140 p.
- Emile Vanderburch, César et Napoléon : Cote : MS-DOUAY-194, BNF: collection Georges Douay (1840-1919), 1780-1910, 51 p.
- Emile Vanderburch, Le petit poucet ou le génie bienfaisant : Pièce féérie en un acte, 1828[74]

## Décorations
- Chevalier de la Légion d'honneur (décret du 24 mai 1847)[75]
- Médaille de Sainte-Hélène (1857)[76]

## Distinction
- En 1844, Vanderburch obtient le prix Montyon, s'élevant à la somme de 2 000 francs[77], décerné par l'Institut de France pour son roman Le panier à salade[78].

## Fonds Vanderburch
Provenant d'un don de Philippe Collin, son arrière-petit neveu, le fonds Émile Vanderburch rassemble à la Bibliothèque nationale de France (Département des arts du spectacle) des papiers personnels, 9 pièces manuscrites inédites, 8 pièces éditées, 4 recueils de poèmes et chansons, 3 œuvres de jeunesse manuscrites, des écrits intimes, de la correspondance, des programmes, des documents concernant son activité théâtrale et des articles de presse.